# Beijnes

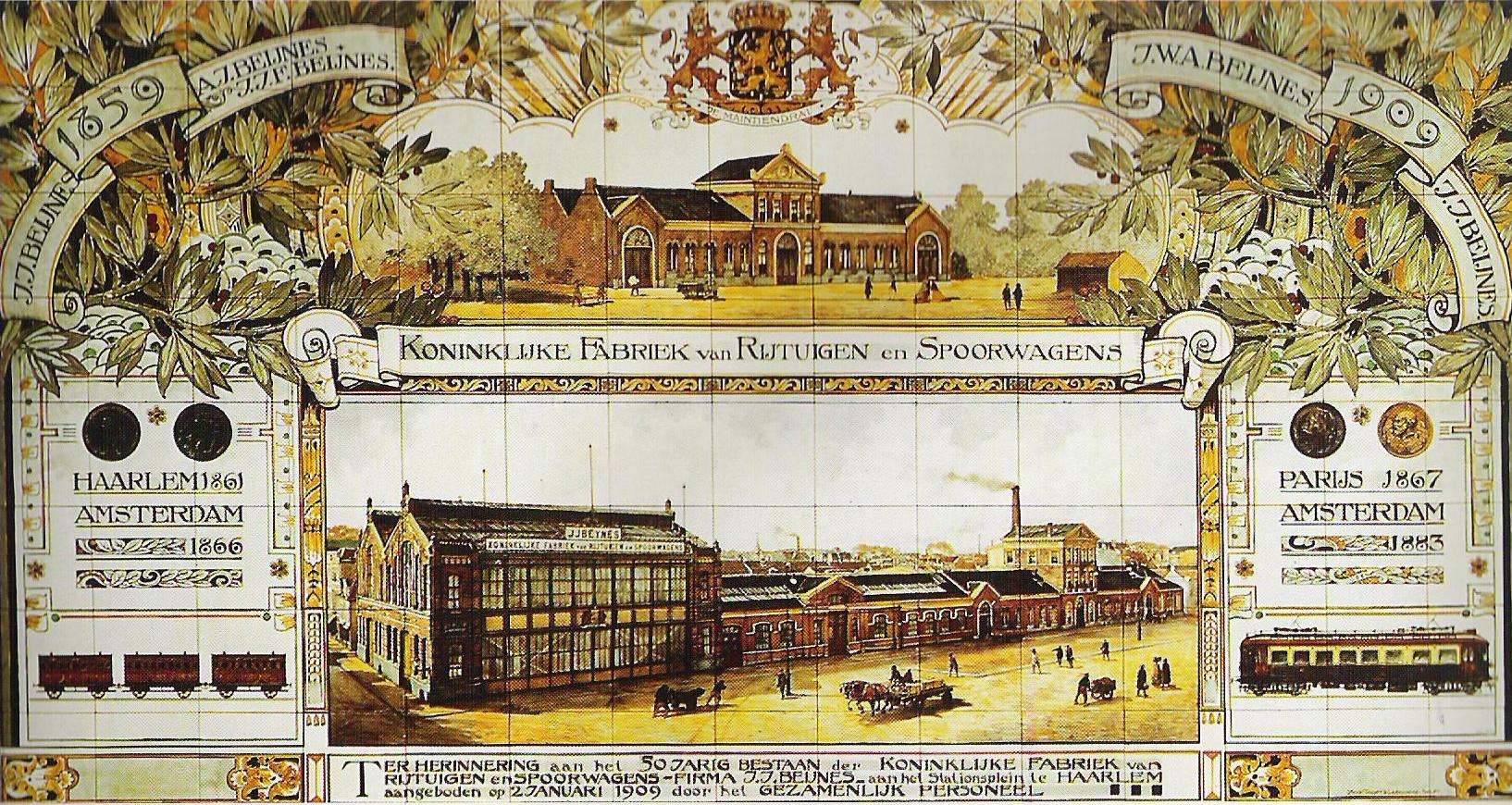
Tegeltableau van de 'Koninklijke Fabriek van Rijtuigen en Spoorwagens', gemaakt ter gelegenheid van het vijftigjarige bestaan (1859-1909).

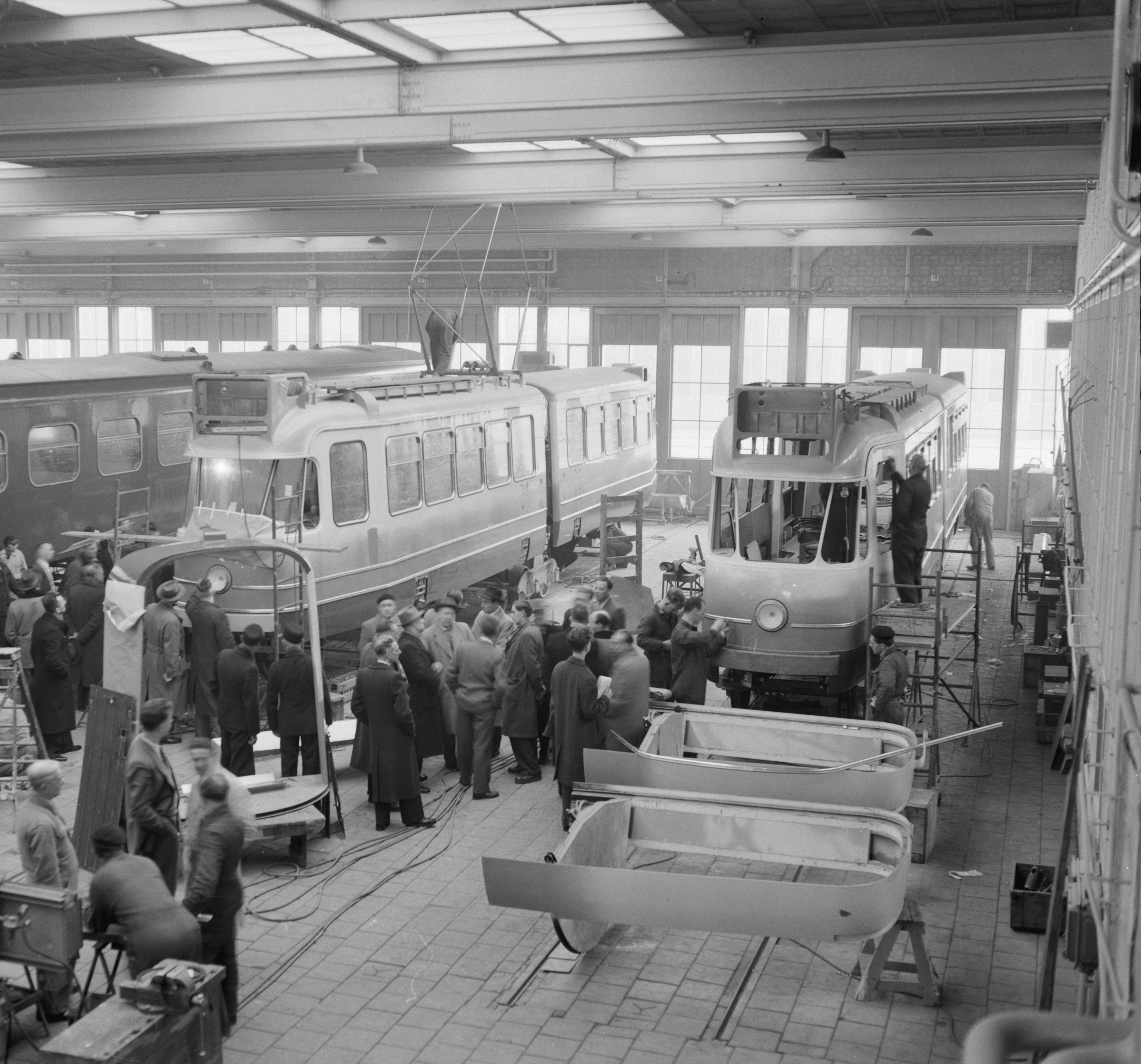
Fabriekshal in Beverwijk met Amsterdamse gelede trams in aanbouw, 1957

Beijnes, voluit Koninklijke Fabriek van Rijtuigen en Spoorwagens J.J. Beijnes, was van 1838 tot 1963 een Nederlandse fabrikant van rijtuigen, rollend materieel en autobussen. Tot 1950 was het bedrijf gevestigd aan het Stationsplein te Haarlem, daarna in Beverwijk.

## Geschiedenis
In 1838 vestigde de timmerman Johannes Jacobus Beijnes zich aan de Riviervischmarkt 7 in Haarlem als wagenmaker. Korte tijd later raakte zijn jongere broer Antonie, die smid was, bij het bedrijf betrokken door de levering van ijzerbeslag.
Het bedrijf, dat vooral spoorwegrijtuigen en -treinstellen en trams bouwde, was vele jaren gevestigd aan het Stationsplein tegenover het station Haarlem. De naam van de op die locatie gelegen Beijneshal herinnert hier nog aan. De fabriek kreeg in 1891 een spooraansluiting. Op 2 november 1938 werd het eeuwfeest gevierd. Het bedrijf verschafte werk aan vijfhonderd mensen. In 1950 werd Beijnes verplaatst naar een nieuw fabriekscomplex in Beverwijk, waar zich speciaal voor de werknemers een spoorweghalte Beijnes bevond.
In 1959 werd Beijnes overgenomen door de Verenigde Machinefabrieken Stork-Werkspoor (VMF) en in 1963 werd de fabriek gesloten. Tot de laatste door Beijnes gebouwde producten behoren Hondekop-treinstellen voor de Nederlandse Spoorwegen en gelede trams voor het GVB (Amsterdam).

## Auto's en bussen
Door Beijnes werden in de jaren dertig en veertig ook autobuscarrosserieën gebouwd, waaronder diverse series Kromhout-stadsbussen voor de HTM. Ook leverde Beijnes na de bevrijding 95 Crossley-streekbussen naar Werkspoor-ontwerp aan de dochterondernemingen van de NS. Hiervan bouwde Beijnes zelf 48 stuks, de bouw van de overige 47 werd uitbesteed aan Smit Appingedam.
In de jaren 1958-1961 werden bij Beijnes voor de Zweedse fabrikant Volvo in totaal 1044 personenauto's van de modellen PV544 en Amazon geassembleerd.

## Portretten van Beijnes-producten

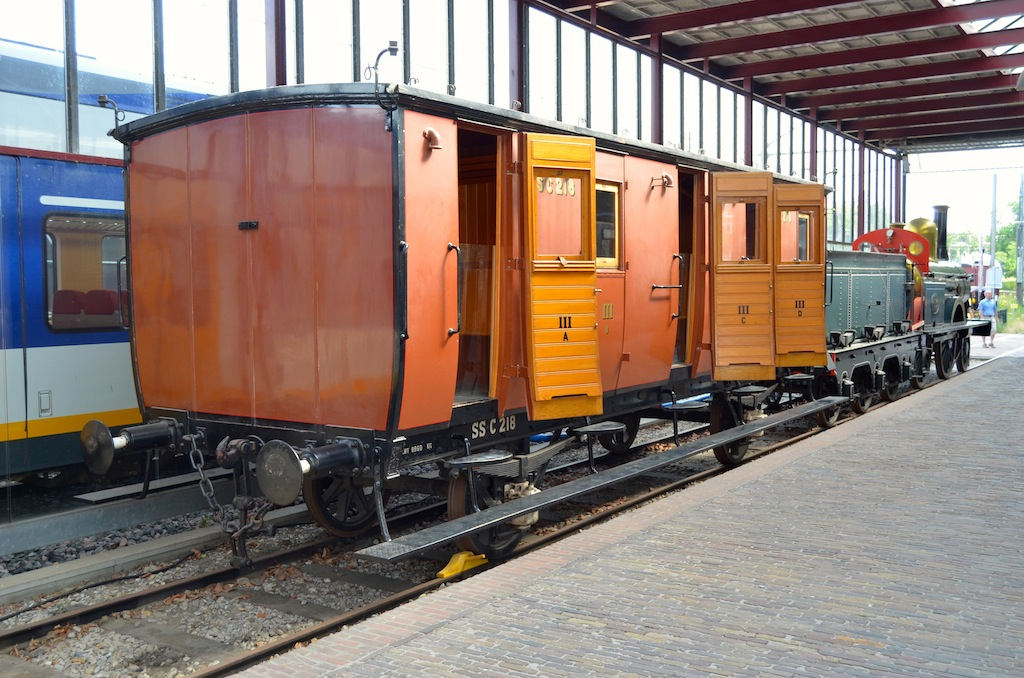
Rijtuig van de Staatsspoorwegen uit 1874.
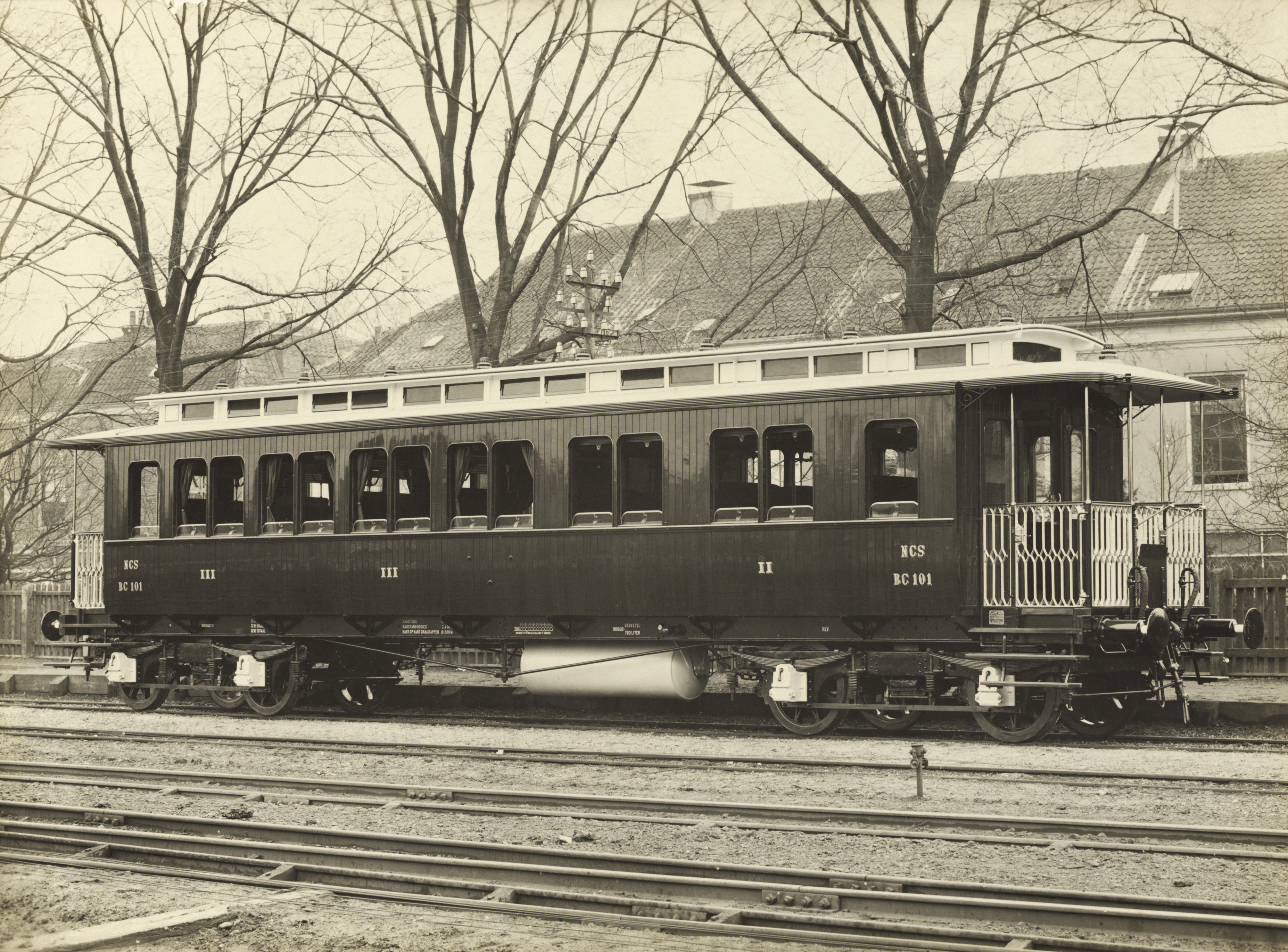
Rijtuig BC 101 van de NCS op het Beijnes-terrein in 1901
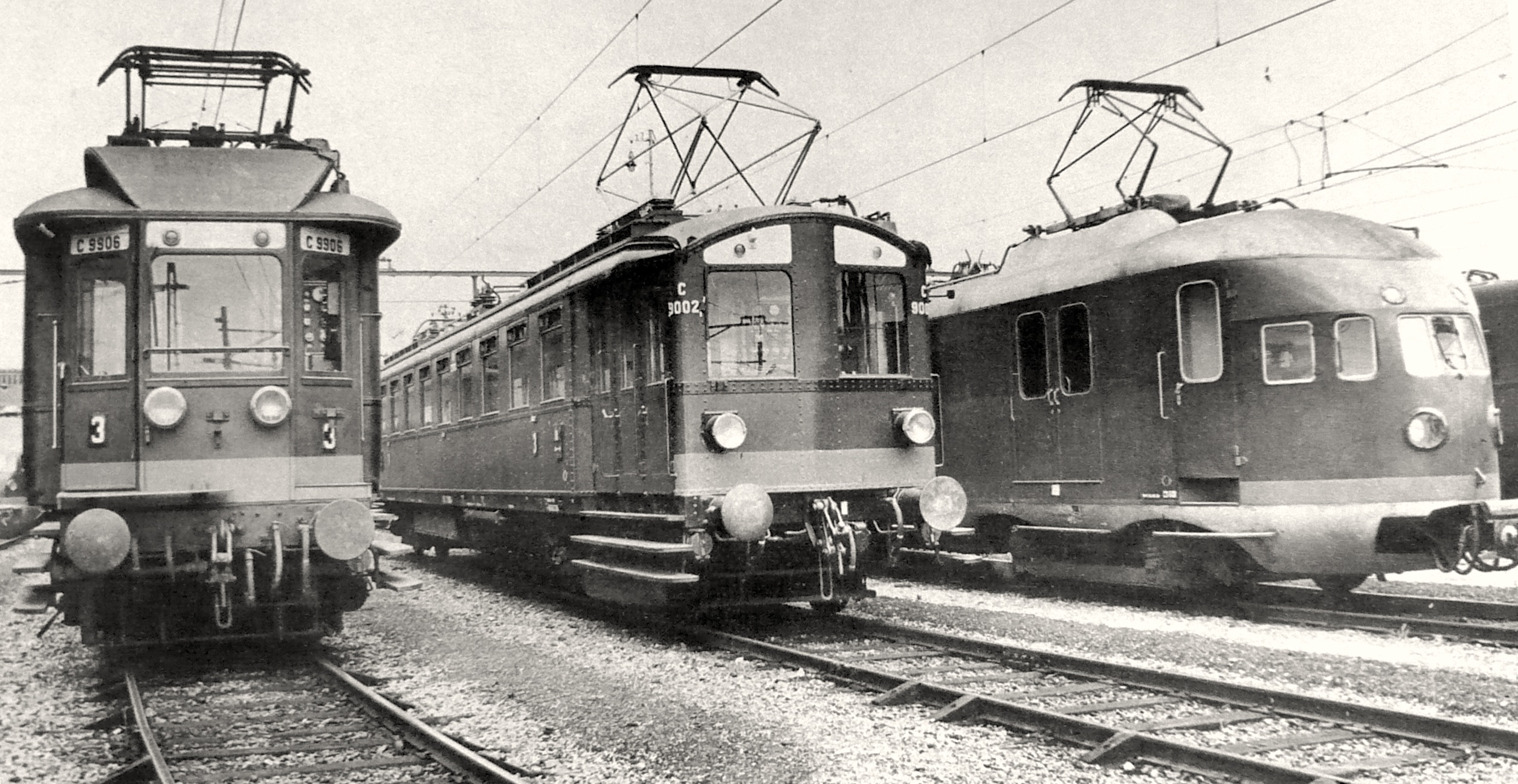
Drie typen elektrische treinen van de NS, gebouwd door Beijnes in 1908, 1924 en 1935.
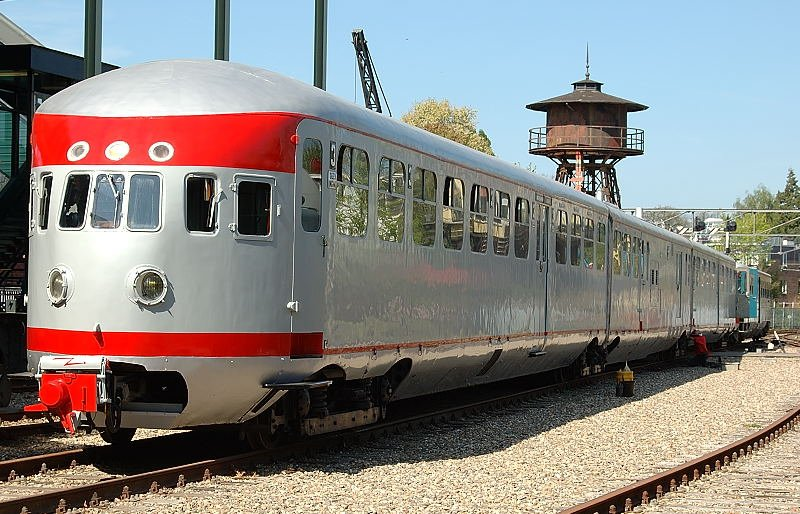
Materieel '34: Dieselelektrisch driewagentreinstel NS 27, bouwjaar 1934.
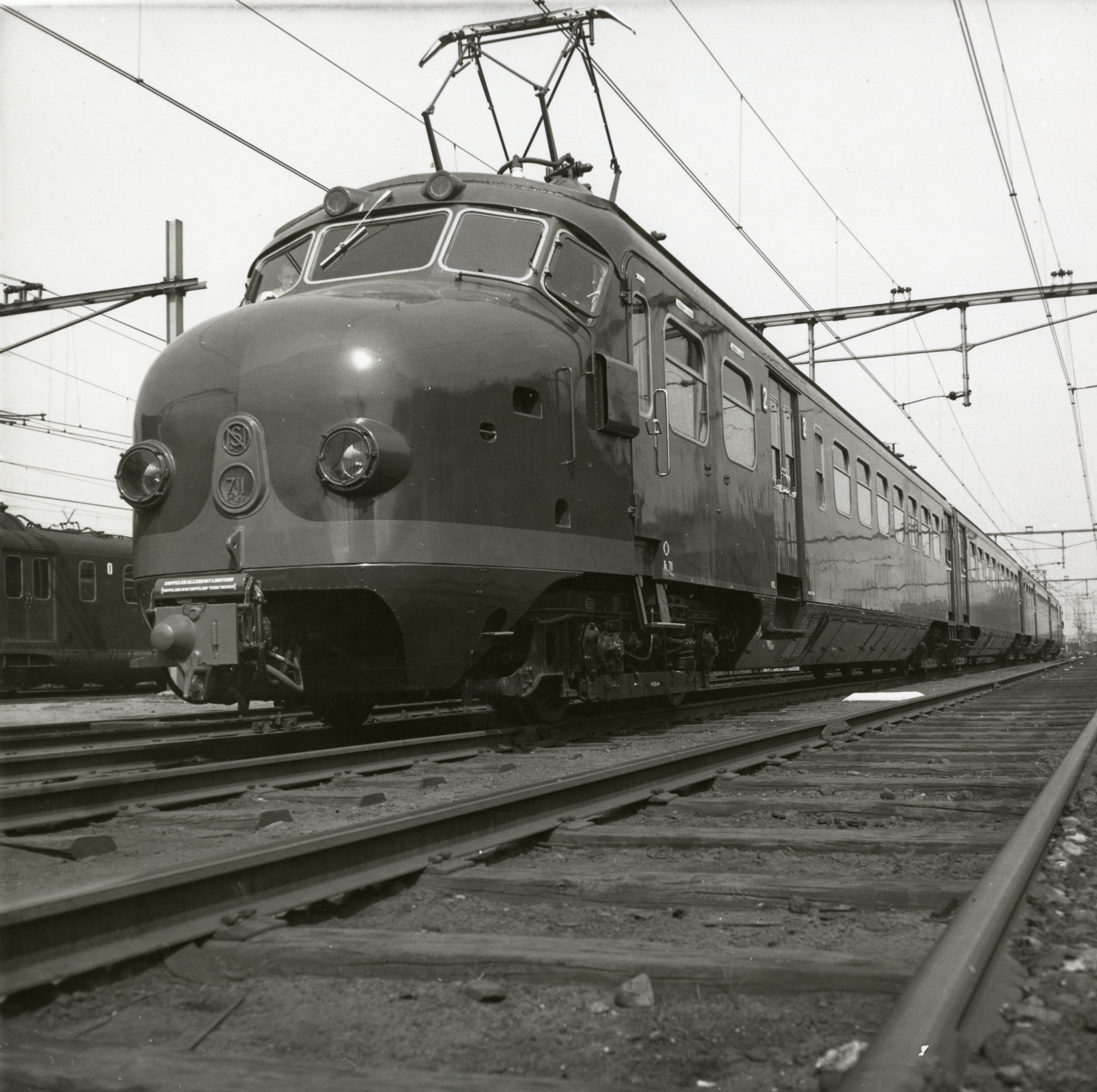
Met Werkspoor en Allan bouwde Beijnes mee aan Mat '54 (de 'hondekoptreinstellen').
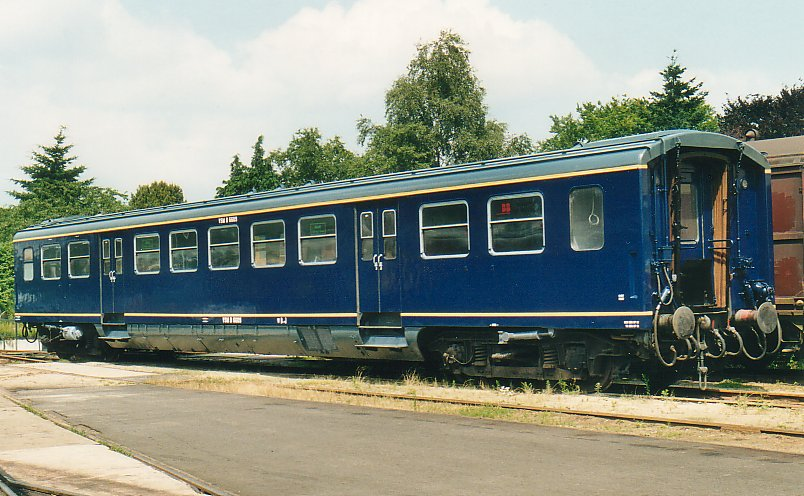
Rijtuig Plan E van de NS, gebouwd in 1955 door Beijnes en Werkspoor.
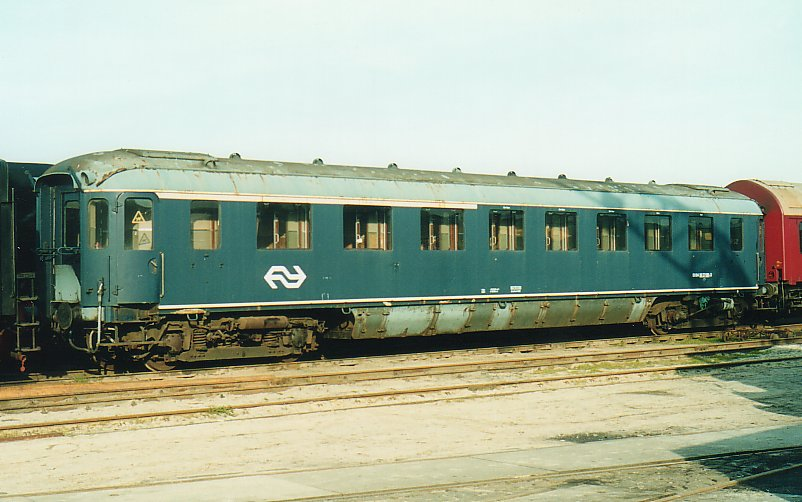
Rijtuig Plan K van de NS, gebouwd in 1958 door Beijnes.
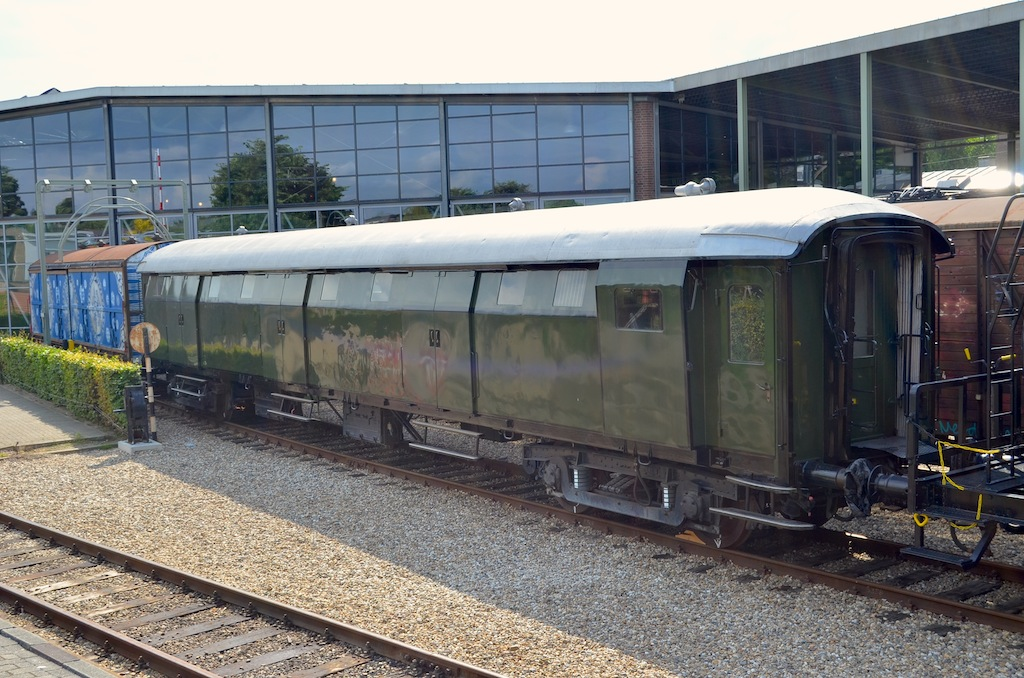
Bagagerijtuig D7521 van de NS in Het Spoorwegmuseum.
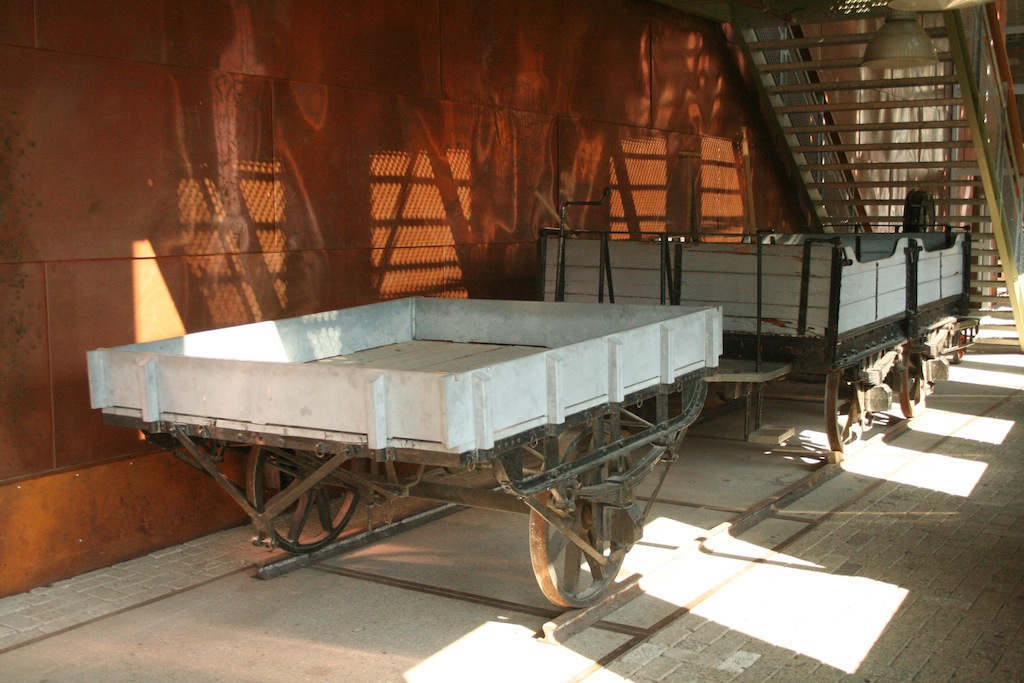
Twee open wagens van de Nederlandsche Tramweg Maatschappij uit 1880 en 1881.
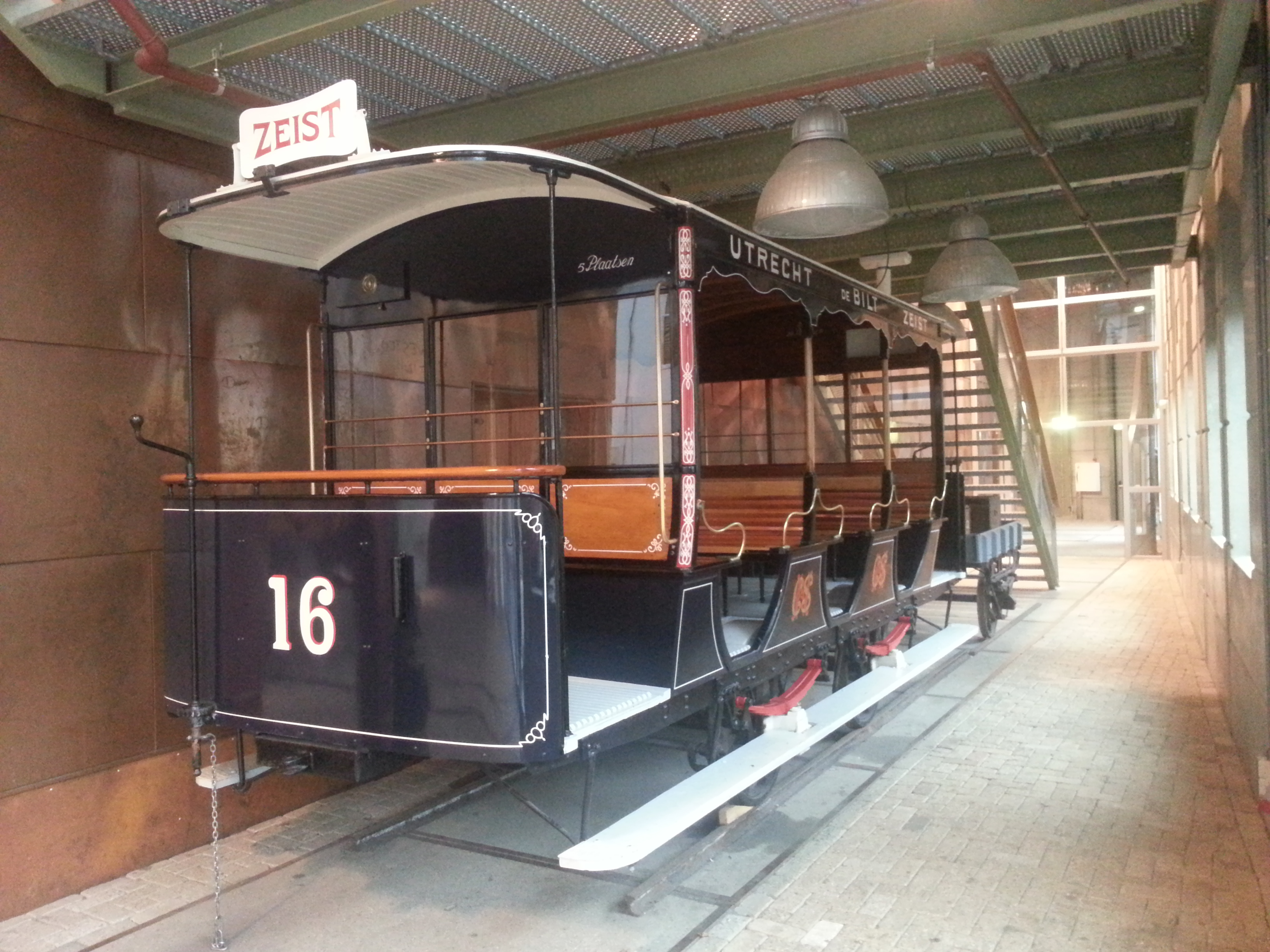
Paardentramrijtuig uit 1891 van de tramlijn Utrecht - Zeist
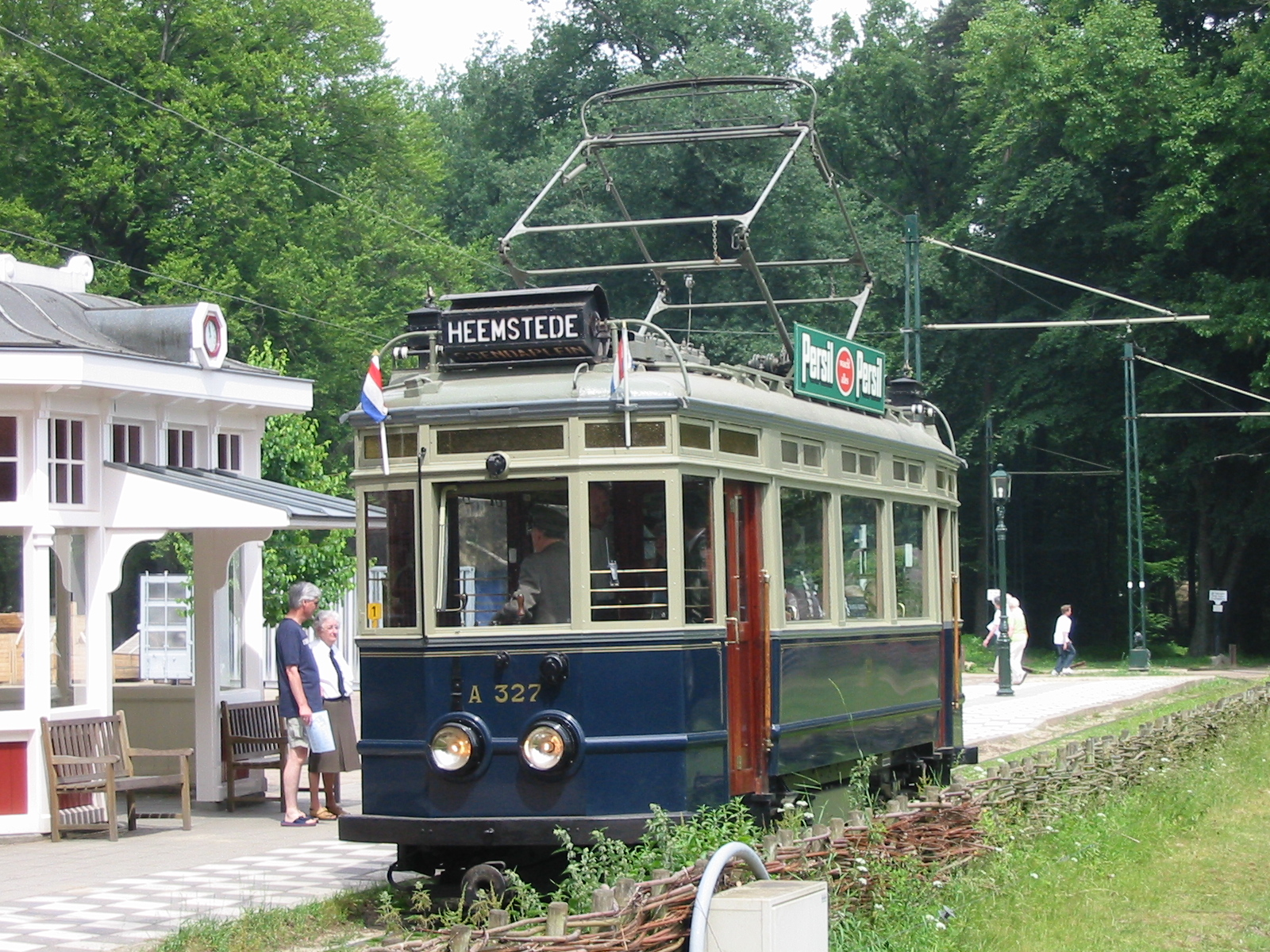
Blauwe Tram-motorrijtuig A327, gebouwd door Beijnes in 1913.
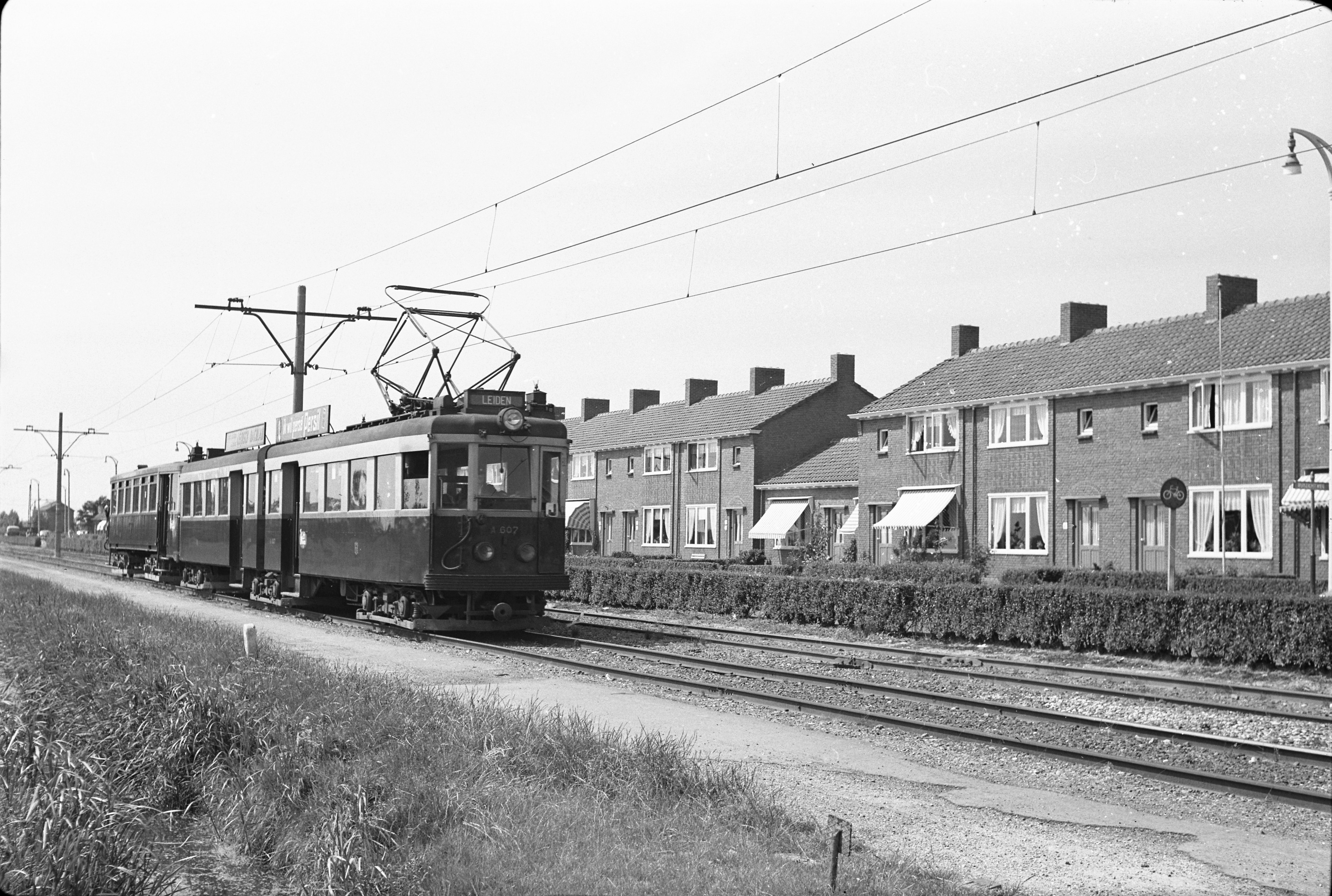
Gelede tram ("Tweelingtramstel" A600) van de Blauwe Tram uit 1932.
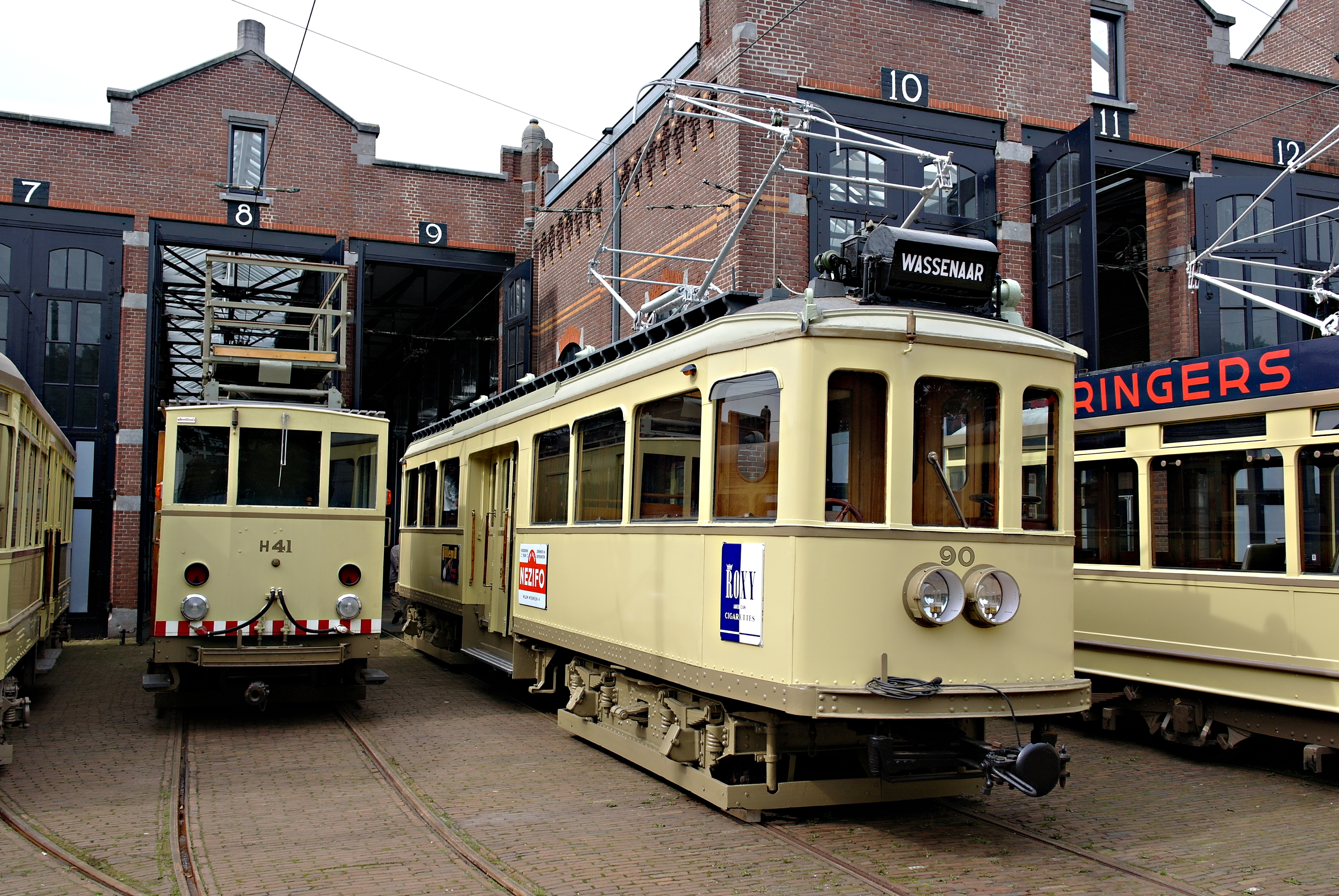
HTM-trammotorwagen 90, afkomstig van de LTM, bouwjaar 1931.
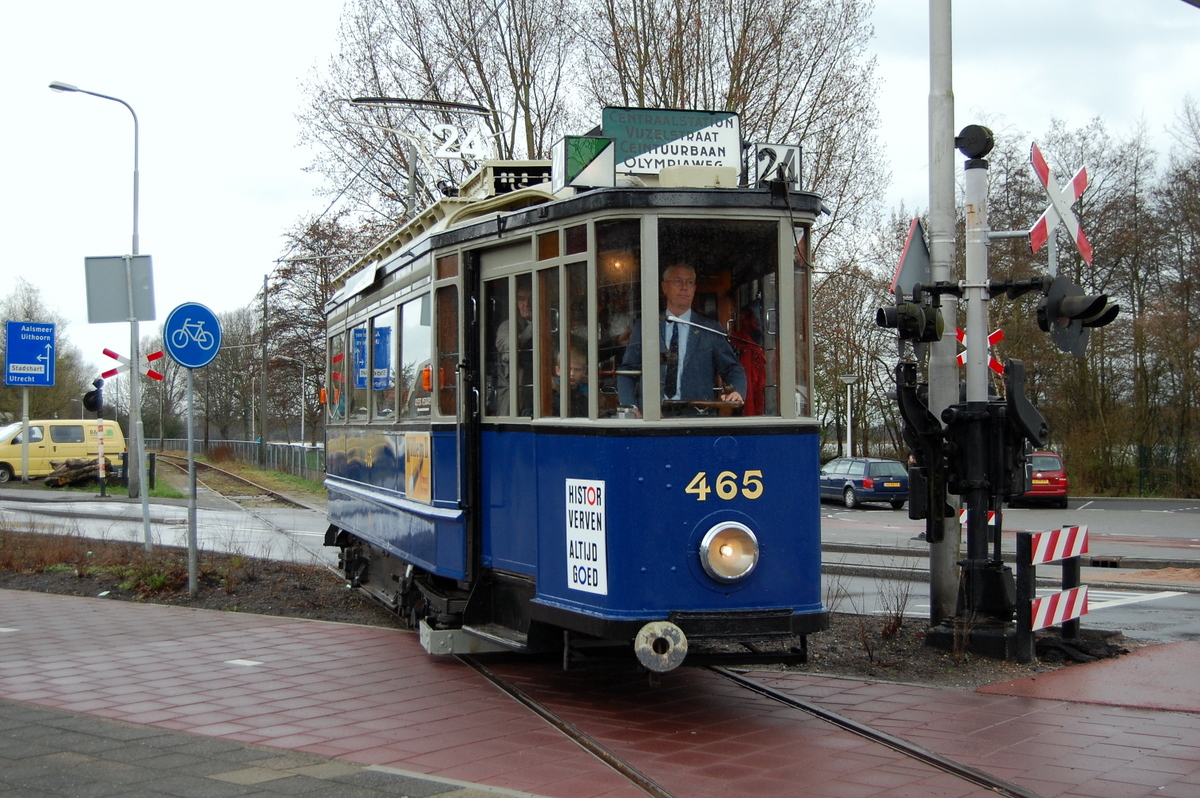
De Amsterdamse motorwagen 465, bouwjaar 1929 (toen bijwagen 911).
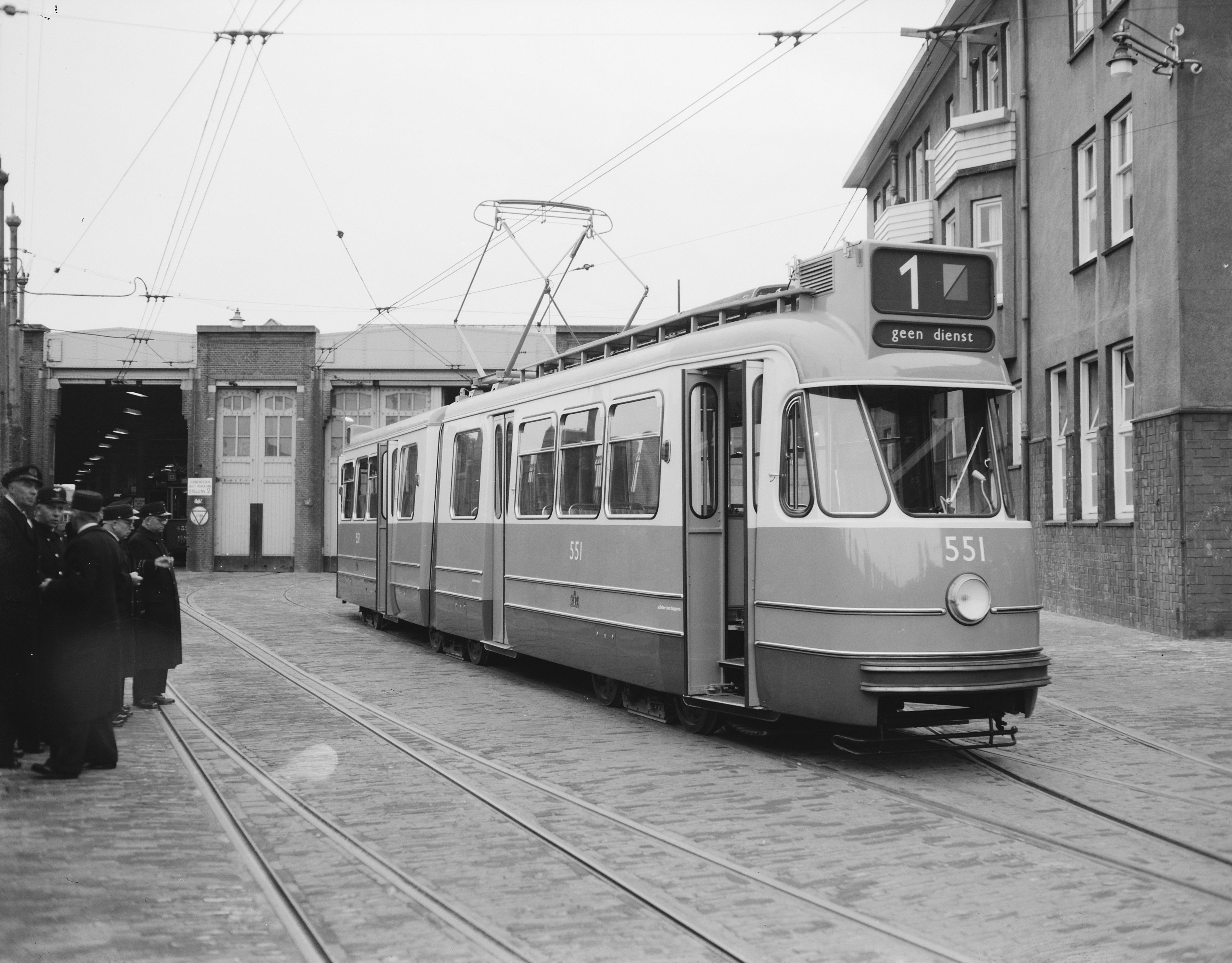
Eerste door Beijnes in 1957 gebouwde Amsterdamse enkelgelede tram 551.
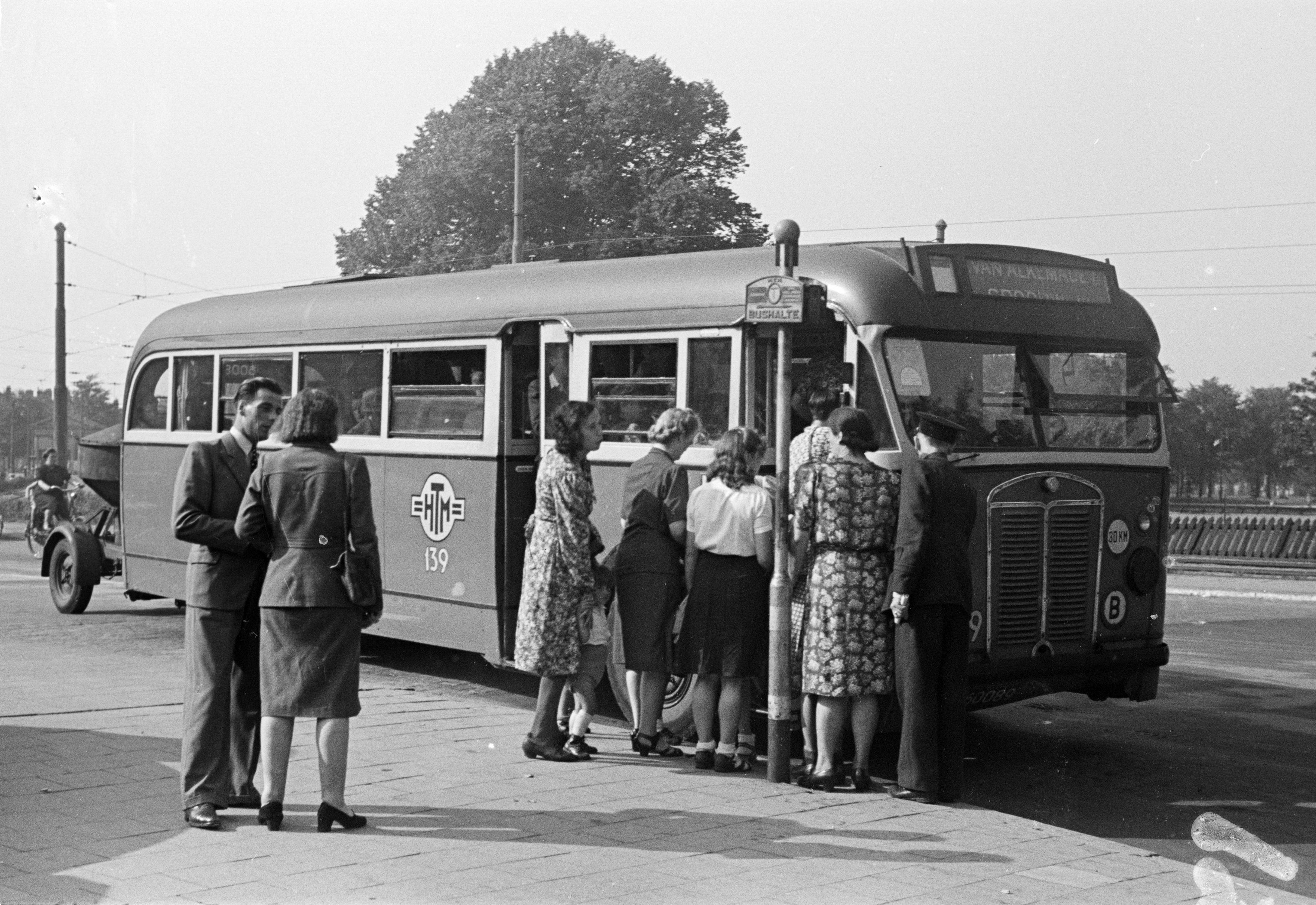
Kromhout-bus met Beijnes-carrosserie van HTM tijdens de Tweede Wereldoorlog.
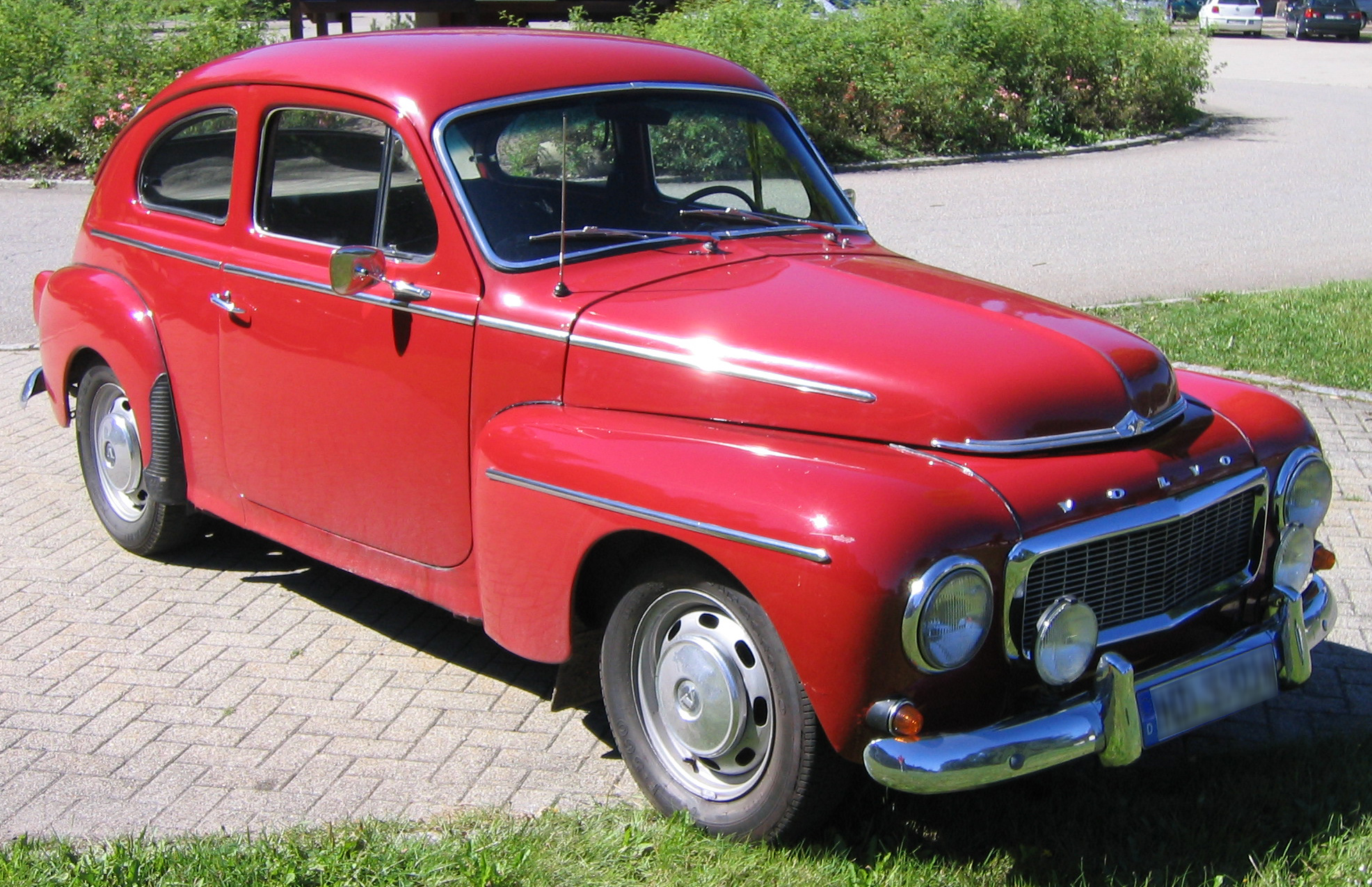
Van de Volvo PV544 "katterug" assembleerde Beijnes enkele honderden exemplaren.

## Links en literatuur
- Foto's van Beijnes materieel
- Beeld van Beijnes in openbare collecties, 2025
- Overzicht van door Beijnes gebouwd museummaterieel op de Nederlandse Museummaterieel Database
- Geschiedenis van de Koninklijke Fabriek van Rijtuigen en Spoorwagens J.J. Beijnes in Beverwijk.
- Elektrische Spoorwegen. Holland Express 1908, 15 oktober, 202-205